# 固形歯磨き粉
固形歯磨き粉（こけいはみがきこ）は、歯磨き粉製品の一種。
従来の液体やペースト状の歯磨き粉とは異なり、固形歯磨き粉は固体の形状をしている。この製品は、一般的に小さな錠剤やタブレットの形をしており、水や唾液と反応して泡立つことで歯を磨くことができる。

## 特徴

### 携帯性
固形歯磨き粉の特徴の一つは、携帯性である。液体やジェル状の歯磨き粉は、キャップが緩んで漏れ出し、バッグの中で問題を引き起こす可能性があるが、固形歯磨き粉はそのようなリスクがほとんどない。このため、旅行やキャンプ、登山などのアウトドア活動において非常に便利であり、特に飛行機での旅行時には、液体制限に縛られることなく機内持ち込みが可能である点がメリットとされている。 

### 使用量の調整が容易
固形歯磨き粉は、錠剤やタブレットの形で個別にパッケージされているため、毎回正確な量を使用することができる。これにより、過剰使用による無駄を減らし、必要な量を確実に使用できるため、歯磨き粉の効率が向上する。また、歯磨き粉を多く使いすぎたり、少なすぎたりする状況を防ぐことができ、特に子供や歯磨きに不慣れな人々にも適した製品である。これらの特性は、環境的な側面でもプラスの影響を与え、不必要な資源の浪費を減らすのに役立つ。

### 保存性と安定性
固形歯磨き粉は、液体やペースト状の歯磨き粉と比較して、保存性と安定性が高い。多くの固形歯磨き粉は保存料や水分を含まないため、長期間保存しても品質が保たれる。
これは長期の旅行や非常時の備蓄用としても非常に有用である。また、固形歯磨き粉は一般的に湿気や温度変化に対しても強く、さまざまな環境で安定して使用することができる。

### 環境への配慮
固形歯磨き粉は環境を考慮した製品としても注目されている。その形状のおかげで、包装材を最小限に抑えることができ、不要なプラスチックの使用を減らすことができる。これは、プラスチックごみを減らそうとする世界的な取り組みとも一致し、持続可能なライフスタイルに役立つ。一部の固形歯磨き粉メーカーは、再生可能な素材で包装材を製造したり、プラスチックではない生分解性の包装を採用したりするなど、環境への影響を最小限に抑えるためのさまざまな方法を導入している。

## 固形歯磨き粉の使用方法
固形歯磨き粉（タブレット）を口に入れ、軽く噛み砕く。固形歯磨き粉を噛むことで、粉末になり唾液と混ざる。この段階で口の中でしっかりと泡立てるようにする。通常の歯磨きと同じように、歯ブラシを使って歯を磨く。前歯から奥歯まで、しっかりとブラッシングする。磨き終わったら、口をしっかりと濯ぐ。口の中に残った固形歯磨き粉や泡を完全に取り除くために、十分な水を使って口を濯ぐ。

## 主な製品
ラッシュ（Lush)
- ダーティトゥースペーストタブ
- リフレッシャー
- スパークルトゥースペーストタブ
- ブーム

ミンテッド（Minted)
- ウルトラミント／マイルドミント固形歯磨き粉